# Калиникос, Борис Антонович
Борис Антонович Калиникос (12.07.1945 — 07.11.2020) — российский учёный в области электронной техники, доктор физико-математических наук (1985), профессор (1987), лауреат Государственной премии СССР (1988).
После окончания факультета электронной техники Ленинградского электротехнического института (1969, по специальности «Электронные приборы») работал там же инженером на кафедре электронно-ионной и вакуумной технологии. В 1972-1975 гг. учился в аспирантуре, защитил кандидатскую диссертацию:
- Нестабильность спиновых волн в тонких ферромагнитных пленках : диссертация ... кандидата физико-математических наук : 01.04.03. - Ленинград, 1975. - 135 с. : ил. В 1979 г. присвоено учёное звание доцент.

В 1985 г. защитил докторскую диссертацию:
- Дипольно-обменные спиновые волны в ферромагнитных пленках : диссертация ... доктора физико-математических наук : 01.04.07. - Ленинград, 1985. - 411 с. : ил.

Профессор (1987). С 1989 по 2018 год заведующий кафедрой физической электроники и технологии (ФЭТ).
Один из основателей научного направления «спин-волновая электроника СВЧ». В его работах впервые обнаружены спин-волновой резонанс в тонких ферритовых пленках (1972), солитоны огибающей (1983) и собственная модуляционная неустойчивость (1985) спиновых волн. Предложил методы автогенерации «светлых» (1998) и «темных» (2000) спин-волновых солитонов. Обнаружил фракталы (2006) и хаос (2011) солитонов огибающей.
Среди его учеников — 4 доктора наук и более 20 кандидатов наук.
Лауреат Государственной премии СССР (1988) — за разработку научных основ спиноволновой электроники СВЧ.
Заслуженный деятель науки РФ (2006). Награждён медалью «В память 300-летия Санкт-Петербурга» и Почётной грамотой Президента Российской Федерации (2012).
Умер 7 ноября 2020 года в результате тяжелой болезни.
Сочинения:
- Сверхвысокочастотные волны в пленочных ферромагнитных структурах [Текст] / Б. А. Калиникос, А. Б. Устинов ; Минобрнауки России, Санкт-Петербургский государственный электротехнический университет "ЛЭТИ" им. В. И. Ульянова (Ленина). - Санкт-Петербург : ЛЭТИ, 2016. - 119 с. : ил.; 21 см.; ISBN 978-5-7629-1959-3 : 500 экз.
- Спин-волновые процессы в устройствах СВЧ : учебное пособие / Б. А. Калиникос, Н. Г. Ковшиков, Н. В. Кожусь ; Государственный комитет РФ по высшему образованию, Санкт-Петербургский государственный электротехнический университет им. В. И. Ульянова (Ленина). - Санкт-Петербург : ГЭТУ, 1995. - 89 с. : ил.; 20 см.; ISBN 5-7629-0023-1 : 120 экз.
- Физические основы работы СВЧ-приборов на твердом теле : Текст лекций / А. А. Барыбин, Б. А. Калиникос, М. К. Ковалева. - Л. : ЛЭТИ, 1983. - 48 с. : ил.; 20 см.
- Приборы и устройства функциональной электроники [Текст] : учебно-методическое пособие / [А. В. Кондрашов, А. А. Никитин, Г. А. Зарецкая, Б. А. Калиникос] ; Минобрнауки России, Санкт-Петербургский государственный электротехнический университет "ЛЭТИ" им. В. И. Ульянова (Ленина). - Санкт-Петербург : Изд-во СПбГЭТУ "ЛЭТИ", 2016. - 31 с. : ил.; 21 см.; ISBN 978-5-7629-1853-4 : 48 экз.
- B. A. Kalinikos, “ Dipole-exchange spin-wave spectrum of magnetic films,” in Linear and Nonlinear Spin Waves in Magnetic Films and Superlattices, edited by M. G. Cottam (World Scientific, Singapore, 1994).